# Syver Aas
Syver Aas, né le 15 janvier 2004 à Skien en Norvège, est un footballeur norvégien qui évolue au poste de milieu central à l'Odds BK.

## Biographie

### En club
Né à Skien en Norvège, Syver Aas est formé par l'Odds BK, club qu'il intègre à l'âge de cinq ans. Durant sa formation Aas fait un essai d'une semaine à la Juventus FC en 2015, avant de retourner dans son club initial. Le 31 juillet 2020, il signe son premier contrat professionnel avec l'Odds BK.  
Il joue son premier match en professionnel le 25 juillet 2021, lors d'une rencontre d'Eliteserien, la première division norvégienne, contre le Kristiansund BK. Il entre en jeu à la place de Sander Svendsen et son équipe s'incline par deux buts à zéro ce jour-là. Aas inscrit son premier but en professionnel le 21 novembre 2022, lors d'une rencontre de championnat contre le Sarpsborg 08 FF. Entré en jeu en fin de partie, il égalise quelques minutes plus tard et permet à son équipe d'obtenir le point du match nul (1-1 score final).
Le 13 avril 2022, Syver Aas prolonge son contrat avec l'Odds BK jusqu'en juillet 2024. 
Le 27 mai 2023, Aas rejoint le Skeid Fotball sous la forme d'un prêt pour quelques mois afin de gagner en temps de jeu.

### En sélection
Syver Aas commence sa carrière internationale avec l'équipe de Norvège des moins de 15 ans, avec laquelle il joue en 2019. Il fait huit apparitions avec cette sélection et marque un but.
Syver Aas représente l'équipe de Norvège des moins de 17 ans, jouant un total de quatre matchs en 2021. 
Il joue son premier match avec les moins de 18 ans le 7 février 2022 contre le Portugal. Il est titulaire et officie comme capitaine lors de ce match perdu par son équipe (0-2).
De 2022 à 2023, Aas joue pour les moins de 19 ans, jouant au total neuf matchs et officiant à deux reprises comme capitaine.